# Eria ornata
Eria ornata là một loài phong lan.